# گیاه‌پارچ شاخ‌دار
گیاه‌پارچ شاخ‌دار (نام علمی: Nepenthes cornuta)، یک گونه از سرده گیاه‌پارچ‌ها و بومی فیلیپین است. تنها از رشته کوه پانتارون (Pantaron Mountain Range) در میندانائوی مرکزی، جایی که به‌صورت گیاه خاکزی در خاک‌های فرامافیک در حدود ۱۰۰۰ متر بالاتر از سطح دریا رشد می‌کند شناخته شده است.
گیاه‌پارچ شاخ‌دار متعلق به گروه غیررسمی گیاه‌پارچ باله‌دار است که شامل، گیاه‌پارچ باله‌دار،  گیاه‌پارچ منقرض، گیاه‌پارچ سسیلیا، گیاه‌پارچ گل‌قلمی، گیاه‌پارچ سارانگانی، گیاه‌پارچ کاپلاندی، گیاه‌پارچ فرا، گیاه‌پارچ همیگویتان، گیاه‌پارچ کیتانگلاد، گیاه‌پارچ راموس، گیاه‌پارچ لیته، گیاه‌پارچ نگروس و گیاه‌پارچ میندانائو می‌شود.
این گونه‌ها توسط تعدادی از خصوصیات ریخت‌شناسی، از جمله دمبرگ‌های بالدار، کلاهک‌هایی با برآمدگی‌های پایه در سطح پایین (اغلب به‌صورت ضمیمه) و پارچ‌های بالایی که معمولاً وسیع‌ترین نزدیک به پایه هستند، متحد می‌شوند.
نام گیاه از لاتین "cornuta" به معنای «شاخدار» است و به شکل پارچ‌های بالایی اشاره دارد. کشف و به رسمیت شناختن این آرایه به‌عنوان یک گونه جدید به‌صورت آنلاین در سپتامبر ۲۰۱۲، تحت نام مکان نگهدار (Placeholder name) "Nepenthes species 1" اعلام شد.